# Dirk Alvermann (Historiker)
Jens Peter Dirk Alvermann (* 24. Dezember 1965 in Berlin; † 17. Oktober 2023) war ein deutscher Historiker und Archivar.

## Leben und Wirken
Dirk Alvermann war ein Sohn des Fotografen Dirk Alvermann. Er studierte von 1988 bis 1993 Geschichte, Historische Hilfswissenschaften und Archivwissenschaft an der Humboldt-Universität zu Berlin und der Università degli Studi La Sapienza in Rom. 1993 legte er die Magisterprüfung in Berlin ab. Alvermann war 1994 Stipendiat des Deutschen Historischen Instituts in Rom. Im Jahr 1995 wurde er in Berlin promoviert mit einer von Eckhard Müller-Mertens angeregten und von Michael Borgolte betreuten Arbeit zum Thema Reichsintegration und Herrschaftspraxis unter Kaiser Otto II.
Anschließend war Alvermann Mitarbeiter im Landesarchiv Greifswald und im Landesarchiv Magdeburg – Landeshauptarchiv. Ab 1998 war er Leiter des Universitätsarchivs Greifswald. Besondere Verdienste erwarb er sich bei der Aufarbeitung der Geschichte der Universität Greifswald in der Zeit des Nationalsozialismus. Alvermann gehörte zu den Pionieren von Transkribus. Bereits 2015 arbeitete er mit der ersten Version von Transkribus. Von der Deutschen Forschungsgemeinschaft erhielt er ein Stipendium für die Digitalisierung und Erkennung von rund 240.000 Seiten Gerichtsakten aus dem 16. bis 18. Jahrhundert. Alvermann war Mitglied der Historischen Kommission für Pommern und von 2001 bis 2011 als Schriftleiter der Baltischen Studien Vorstandsmitglied der Gesellschaft für pommersche Geschichte, Altertumskunde und Kunst e. V. Von 2011 bis 2020 war er Beisitzer im Vorstand der Gesellschaft.
Seine Forschungsschwerpunkte waren die mittelalterliche Diplomatik, die Archivistik sowie die pommersche Landesgeschichte und Universitätsgeschichte. In seiner Dissertation untersuchte er mit den Methoden der Itineraranalyse von Müller-Mertens Reichsstruktur und Herrschaftspraxis Ottos II. Er konzentrierte sich dabei nicht nur auf den nordalpinen Raum, sondern zog in seine Betrachtung auch Italien mit ein. Alvermann stellte im Ergebnis fest, dass „die Strukturmerkmale des frühmittelalterlichen ostfränkisch-deutschen Reiches, die Müller-Mertens auf der Grundlage des Itinerars Ottos I. beschrieb, auch für die Regierungszeit Ottos II. bestätigt“ werden. Es zeigen sich jedoch „teilweise Diskontinuitäten im Hinblick auf Reichsstruktur und Herrschaftspraxis“. So wird unter Otto II. ganz Thüringen zu einer Nahzone königlicher Herrschaft. Die beiden süddeutschen Herzogtümer Bayern und Schwaben blieben auch unter Otto II. Fernzonen der königlichen Herrschaft. Vor allem zu den hohen Kirchfesten suchte Otto II. die „politischen Zentralräume“ im Norden auf. Italien war sowohl für die Regierungszeit Ottos I. als auch für seinen Sohn eine „Entwicklungs- und Aufbauphase“. Dabei ist die Präsenz in Salerno „vielleicht das auffälligste Zeichen für eine Herrschaftsintensiverung im langobardischen Süden“ unter Otto II. Gemeinsam mit dem Historiker Nils Jörn war Dirk Alvermann Herausgeber des Biographischen Lexikons für Pommern.
Alvermann starb 2023 im Alter von 57 Jahren in Berlin.

## Schriften (Auswahl)
Monografien
- Königsherrschaft und Reichsintegration. Eine Untersuchung zur politischen Struktur von regna und imperium zur Zeit Kaiser Ottos II. (967) 973–983 (= Berliner historische Studien. Bd. 28). Duncker und Humblot, Berlin 1998, ISBN 3-428-09190-6 (Zugleich: Berlin, Humboldt-Universität, Dissertation, 1995).

Herausgeberschaften
- mit Birgit Dahlenburg: Greifswalder Köpfe. Gelehrtenporträts und Lebensbilder des 16.–18. Jahrhunderts aus der pommerschen Landesuniversität. Hinstorff, Rostock 2006, ISBN 3-356-01139-1 (Rezension).
- mit Irmfried Garbe und Manfred Herling: Gerhardt Katsch: Greifswalder Tagebuch 1946–47. Ludwig, Kiel 2007, ISBN 978-3-937719-70-2 (Mehrere Auflagen).
- mit Nils Jörn und Jens E. Olesen: Die Universität Greifswald in der Bildungslandschaft des Ostseeraums. (= Nordische Geschichte. Bd. 5). Lit, Berlin u. a. 2007, ISBN 978-3-8258-0189-2.
- mit Karl-Heinz Spieß: Bausteine zur Greifswalder Universitätsgeschichte. Vorträge anlässlich des Jubiläums „550 Jahre Universität Greifswald“. (= Beiträge zur Geschichte der Universität Greifswald. Bd. 8). Steiner, Stuttgart 2008, ISBN 978-3-515-09151-0.
- mit Irmfried Garbe: Ernst Moritz Arndt. Anstöße und Wirkungen. (= Veröffentlichungen der Historischen Kommission für Pommern. Reihe 5: Forschungen zur Pommerschen Geschichte. Bd. 46). Böhlau, Köln u. a. 2011, ISBN 978-3-412-20763-2.
- mit Karl-Heinz Spieß: Quellen zur Verfassungsgeschichte der Universität Greifswald. (= Beiträge zur Geschichte der Universität Greifswald. Bd. 10, 1–3). 3 Bände. Steiner, Stuttgart 2011–2014;
  - Band 1: Benjamin Müsegades, Sabine-Maria Weitzel: Von der Universitätsgründung bis zum Westfälischen Frieden. 1456–1648. 2011, ISBN 978-3-515-09655-3;
  - Band 2: Marco Pohlmann-Linke, Sabine-Maria Weitzel: Die schwedische Großmachtzeit bis zum Ende des Großen Nordischen Krieges 1649–1720. 2012, ISBN 978-3-515-09834-2;
  - Band 3: Sabine-Maria Weitzel, Marco Pohlmann-Linke: Von der Freiheitszeit bis zum Übergang an Preußen 1721–1815. 2014, ISBN 978-3-515-10420-3.
- „… die letzten Schranken fallen lassen“. Studien zur Universität Greifswald im Nationalsozialismus. Böhlau, Köln u. a. 2015, ISBN 978-3-412-22398-4.